# Sojky v hlavě
Sojky v hlavě je slovenský film, který natočil debutující režisér Juraj Lihosit podle námětu a scénáře Dušana Dušeka.
Je to pokus o zachycení citového a myšlenkového světa dětí na prahu puberty, o nastínění problémů které tento věk přináší. V mozaikovitým skladbě drobných prázdninových příhod zobrazují autoři první citové vzplanutí a zklamání chlapce z malého města, drobné rodinné konflikty a kritický postoj tehdejších dětí k okolí. Maťo nesplňuje otcovu touhu, aby se věnoval ve volných chvílích fotbalu. Mnohem raději tráví čas chytáním ryb s kamarádem Robem. Začíná také snít o spolužačce Terce a dobrodružném útěku z domu. Juraj Lihosit tak částečně narušuje obecně přijatý obraz „šťastného a bezstarostného“ dětství. Film je zpracován v poměrně netypickém žánru lyrické komedie. Upřímnost výpovědí však narušuje přílišná stylizace a schematičnost některých postav. Film se natáčel v Bratislavě, ve Vojce, v Pezinku a Staré Turé.

## Tvůrci
- Režie – Juraj Lihosit
- Scénář – Dušan Dušek
- Kamera – Vincent Rosinec
- Hudba – Ján Kovář
- Architekt – Roman Rjachovský
- Návrhy kostýmů – Milan Čorba
- Střih – Patrik Pašš
- Zvuk – Milan K. Németh
- Vedoucí výroby – Viliam canko

## Osoby a obsazení
- Maťo – Branislav Mišík
- Terka – Elena Podzámska
- Robo – Jaroslav Žilinec
- Mátová otec – Stanislav Dančiak
- Mátová Matka – Jitka Zelenohorská
- Spiro – Viliam Polónyi
- Vojta – Juraj Kukura

## Ocenění
- 24. Filmový festival pro děti Gottwaldov (dnes Zlín) 1984 – Cena OV Svazu družstevních rolníků v Gottwaldově a Cena redakce časopisu Ohník udělena dětskou porotou
- 24. Filmový festival pro děti Gottwaldov (dnes Zlín) 1984 – Cena za nejlepší dětský herecký výkon udělena odbornou porotou pro Branislava Mišíka
- 19. FFM Trutnov 1984 – Čestné uznání
- Cena Paľa Bielika za rok 1984 pro za kameru spolu s filmem Úhel pohledu (udělena v r. 1985) – pro Vincenta Rosinca